# 피사 (그리스)
피사는 고대 그리스 펠로폰네소스 서부에 있던 도시의 이름이다. 피사의 지배하에 있던 지역은 '피사티스'라고 불렸는데, 여기에는 고대 올림픽의 발원지인 올림피아가 속해 있었다. 피사와 피사티스는 기원전 572년에 엘리스에 복속되었다.